# Partit Socialista d'Alliberament Nacional
El Partit Socialista d'Alliberament Nacional dels Països Catalans (PSAN) va ser un partit independentista d'inspiració comunista. Va ésser creat l'any 1968 a conseqüència d'una escissió del sector més esquerrà del Front Nacional de Catalunya com a partit independentista i revolucionari català d'orientació marxista. Inicialment només tingué implantació al Principat de Catalunya, però posteriorment també a la Catalunya Nord (setembre de 1971), al País Valencià (juliol de 1974) i a les Illes (febrer de 1976). El 2015 anuncià la fi de les seves activitats públiques.

## Història

### Precedents

#### El Front Nacional de Catalunya
Als anys cinquanta l'oposició antifranquista passava per una època d'activitat limitada. Aquesta crisi també afectava el Front Nacional de Catalunya, un partit independentista. El principal eix del partit era el nacionalisme català, però també es preocupava per la qüestió social des d'una postura liberal, progressista i antimarxista. El FNC considerava que el seu àmbit nacional eren els Països Catalans, però la seva actuació anava únicament orientada a Catalunya.
En l'àmbit organitzatiu, per la impossibilitat de reunir tots els militants en clandestinitat, l'òrgan sobirà del FNC era el Consell Nacional, que estava format pels fundadors del partit i altres militants elegits pel mateix Consell Nacional. El Consell Nacional elegia un Consell Executiu o Secretariat que era l'òrgan directiu del partit.

#### La secció universitària del FNC
A finals dels anys cinquanta el FNC va créixer considerablement amb la incorporació de joves que van entrar a la seva secció universitària. L'activitat de la secció universitària es va centrar, sobretot, a la Universitat de Barcelona. Algunes de les seves primeres accions van ser la participació durant el curs 59-60 en protestes contra l'Afer Galinsoga i la participació durant el curs 60-61 en la campanya per a demanar la creació de la càtedra en llengua catalana.
Un cop consolidada la secció, es va passar a dir Bloc d'Estudiants Nacionalistes. El BEN va editar una publicació amb el mateix nom que només va tenir dos números: un del maig del 1961 i un del primer quadrimestre del curs 61-62. Durant aquest temps, va estar adherit a la Federació Nacional d'Estudiants de Catalunya. Això li va servir per incorporar simpatitzants i treballar amb la resta de forces polítiques de la universitat que també hi participaven, com Unió Democràtica de Catalunya i el Moviment Socialista de Catalunya. Quan la FNEC no va aconseguir acostar-se al Partit Socialista Unificat de Catalunya, la secció universitària del FNC va abandonar la FNEC per a poder col·laborar amb tots els partits antifranquistes.
Més endavant es va crear una secció sindical on es van trobar membres de la secció universitària amb el petit nombre de joves del FNC que no eren universitaris. Dins d'aquesta secció sindical es va crear una coordinació comarcal que el novembre del 1963 ja agrupava representants de deu comarques diferents.

#### Escissió dels joves del FNC
A partir del 1963, els joves del FNC van anar evolucionant ideològicament. Per una banda, es van convertir al marxisme, que havien conegut a la universitat. D'altra banda, consideraven que l'acció política havia de tenir un abast que inclogués tots els Països Catalans, postura adoptada després d'entrar en contacte amb estudiants valencians a la universitat.
Aquesta evolució ideològica de les bases joves del partit va fer que el FNC passés a definir-se com a socialista a partir de la tardor del 1964. Malgrat que això signifiqués una postura obertament progressista, el canvi va ser bàsicament terminològic, sense canvis ideològics profunds.
A part de les diferències ideològiques, també en van aparèixer d'estratègiques. Mentre el FNC es limitava a fer agitació i mantenir contactes amb les direccions d'altres partits antifranquistes, els joves defensaven que calia participar en les lluites obreres i socials. És per això que els joves van entrar a participar en el Sindicat Democràtic d'Estudiants de la Universitat de Barcelona i a les Comissions Obreres.
Al Consell Nacional del FNC de l'abril del 1966, Josep Ferrer, de la secció universitària, va presentar dos documents anomenats «Sobre la teoria i la pràctica del Front Nacional de Catalunya» i «El nacionalisme d'esquerra i el partit que necessita». Els documents no proposaven una estratègia alternativa ben definida ni eren un recull sistemàtic de crítiques, sinó que tenien un llenguatge conciliador. Malgrat tot, ja s'apreciaven els principals punts de desacord amb la resta de direcció: la necessitat d'un programa que combini les reivindicacions socials amb les reivindicacions nacionals per a posar-lo al servei de les classes populars. Davant d'això la direcció va acordar un primer Congrés del FNC, precedit per un període previ de debat entre tots els militants.
Fins llavors, la direcció havia vist amb bons ulls l'esperit renovador del jovent, però a mesura que es concretava la posició de les bases joves, la direcció va anar veient pitjor les propostes. Al final, en comptes del Congrés del FNC, es va convocar un altre Consell Nacional el juny del 1968. Els joves pensaven que això podia servir per a destituir Josep Ferrer de la direcció i, potser, fins i tot expulsar els joves més conflictius. Per a evitar-ho, els joves van discutir i aprovar un document que Josep Ferrer va presentar al Consell amb un nombre elevat de signatures que l'avalaven. El document proposava una estratègia que unia la lluita nacional i social i tenia els Països Catalans d'àmbit nacional. Davant d'això, el Consell Nacional va nomenar una comissió paritària per a intentar evitar una escissió. La comissió estava formada per Jordi Vila i Joan Cornudella representant la direcció i per Josep Ferrer i Joan Armet representant el sector jove.
La comissió no va aconseguir trobar una entesa i va presentar un document al Consell Nacional del 25 de setembre de 1968 anomenat «Informe al Consell Nacional de la Comissió formada per tal de veure d'aclarir la crisi al Front». Al document s'explicaven els acords i desacords entre els dos sectors i n'acceptava l'escissió. Els punts d'entesa entre els dos sectors eren ideològics: la defensa de la independència dels Països Catalans i l'establiment del socialisme. Els punts de desacord eren en l'àmbit organitzatiu, estratègic i ideològic. En l'àmbit organitzatiu, els joves defensaven que la direcció fos elegida per representació proporcional, mentre que la direcció defensava mantenir el sistema llavors vigent mentre es mantingués la clandestinitat. En l'àmbit estratègic, els joves defensaven una política de base orientada a les classes populars per a conscienciar-les, mobilitzar-les i organitzar-les; mentre que la direcció defensava una política de pactes amb altres forces antifranquistes i assolir quotes de poder a les futures institucions democràtiques. En l'àmbit ideològic, els joves defensaven una concepció de la nació més teòrica i, sense explicitar-ho, marxista; mentre que la direcció defensava una concepció més sentimental. I, també en l'àmbit ideològic, els joves defensaven que les lluites nacional i social eren indestriables, mentre que la direcció subordinava la lluita social a la nacional.
Davant de la impossibilitat d'arribar a una entesa, es va pactar l'escissió. No són comuns els casos d'escissions amistoses com aquesta. En aquest cas, es pot explicar per diversos motius. Primerament, perquè tots dos sectors veien que la diferència ideològica era molt gran i clara. D'altra banda, el sector jove no tenia interès en conservar les sigles del Front Nacional de Catalunya, perquè no explicitaven el contingut de classe que consideraven que havia de tenir el partit. I, finalment, pel respecte mutu que hi havia: els joves admiraven els veterans per resistir al franquisme d'una forma que consideraven heroica i els veterans admiraven els joves per la renovació que representaven en el camp nacionalista.

### Fundació i lluita antifranquista

#### Fundació
Després del Consell Nacional del FNC, els escindits van convocar una assemblea constituent del nou partit, que es va celebrar el març del 1969. Allà es va decidir prendre el nom de Partit Socialista d'Alliberament Nacional dels Països Catalans, amb connotacions tercermundistes.
A l'Assemblea Constituent es va aprovar el document que s'havia presentat al Consell Nacional del FNC del juny del 1968. El document es dividia en tres parts: bases teòriques, estratègiques i tàctiques. A les bases teòriques es definien com a objectius l'expulsió de les forces d'ocupació i la independència; la unitat dels Països Catalans; la creació de l'Estat socialista català; i la constitució d'una societat socialista catalana dins una societat socialista internacional. Com a línies estratègiques per a aconseguir-ho es proposaven la conscienciació de la doble opressió nacional i social; i l'organització de la classe treballadora i d'altres sectors populars en la lluita. I es proposaven com a objectiu tàctic l'assoliment d'una democràcia amb llibertat sindical i dret de vaga; llibertats polítiques d'associació, expressió i de garanties individuals; llibertats autonòmiques per Catalunya com, com a mínim, les recollides a l'Estatut de Núria; i estatuts d'autonomia pel País Valencià i les Illes Balears. A més d'aprovar aquest document, també es va utilitzar de base per elaborar una declaració de principis.
Organitzativament el PSAN es dividia en les bases d'enquadrament, l'Assemblea de Representants i el Consell Executiu. Les bases d'enquadrament estaven formades per diferents fronts de lluita i un servei de propaganda i estudis, que s'encarrega de les publicacions i els materials. Els fronts que tenia inicialment el PSAN eren el d'estudiants, el sindical, el d'ensenyament i el de comarques i poc després s'hi afegiria el front de barris. L'Assemblea de Representants estava formada per entre 15 i 20 persones que eren elegides pels militants dels fronts que representaven. Es reunien aproximadament un cop al mes. L'Assemblea de Representants elegia el Consell Executiu, que era més reduït. S'encarregava de la direcció política del partit i l'aparell de propaganda en depenia. El primer Consell executiu va estar format per Teresa Alabèrnia, Joan Armet, Salvador Casanova, Carles Castellanos, Rafael Castellanos, Josep Ferrer, Enric Padrosa, Josep Ribas, Blanca Serra i Pere Terrado.
En els primers moments tenia militants a Barcelona i voltants, el Vallès Oriental, el Vallès Occidental, el Maresme, Lleida, el Tarragonès, l'Alt Camp i el Gironès, tot i que els únics nuclis compactes van ser a Barcelona, al Vallès i al Maresme. Durant els primers moments va mantenir entre 50 i 100 militants que eren principalment estudiants, obrers autòctons i treballadors del sector terciari; amb alguns intel·lectuals, botiguers i pagesos.

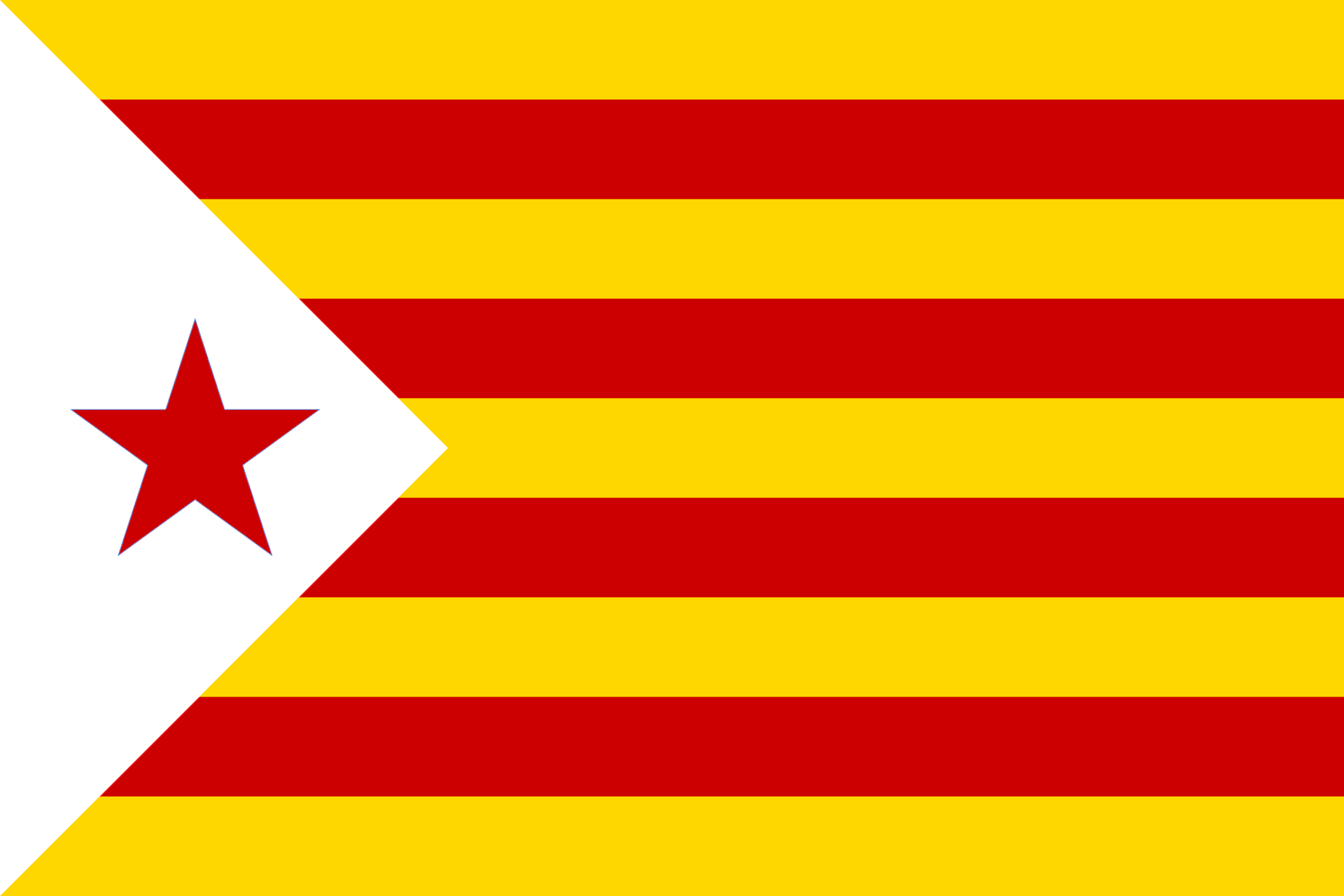
Primera estelada del PSAN

L'agost del 1969 van publicar el primer número de Lluita, un butlletí teòric que tractava tant de la situació general com de la línia d'actuació del partit. A la capçalera del primer número hi havia un mapa dels Països Catalans, les consigna socialisme i independència i una estelada.

#### Lluita antifranquista
Per a l'Onze de Setembre de 1969 va editar un full on cridava els treballadors a dirigir la lluita nacional i valorava la participació de les Comissions Obreres a la diada. També es van tirar papers, fer pintades i col·locar banderes. Per una acció d'aquestes la policia espanyola va detenir Joan Gallart, Josep Ribas i Josep Serra Kiel al barri del Congrés, pensant en un primer moment que eren militants del Front Nacional de Catalunya.
Cap al final del 1969 es va convidar el PSAN a entrar a la Comissió Coordinadora de Forces Polítiques de Catalunya. Però ho van rebutjar perquè consideraven que la CFPC es dirigia a l'alta burgesia; no reconeixia els Països Catalans; no defensaven la creació d'un poder català, sinó que el poder espanyol concedís una autonomia catalana com la de l'Estatut de 1932; i era només un pacte entre les direccions dels partits polítics. Malgrat això, sí que va participar en la «setmana per la llibertat nacional de Catalunya» que havia organitzat la Comissió Coordinadora de Forces Polítiques de Catalunya, que començava l'Onze de Setembre de 1970.
El març de 1970 es va integrar al PSAN l'Acció Socialista Independentista de Catalunya de Fèlix Cucurull, un grup petit però que va aportar militants experimentats. També es mantenien contactes amb el Comitè Rossellonès d'Estudis i Acció, Germania Socialista, militants de l'antic Partit Socialista Valencià i gent no organitzada de Mallorca i Menorca, però de militants el PSAN encara només en tenia a la Catalunya espanyola. Durant el primer any el PSAN va créixer per la captació de militants que feien els fronts d'estudiants i de mestres, fins al punt que la major part del PSAN eren nous militants que no provenien del FNC. En canvi, el front sindical va tenir un creixement molt més lent.
Durant el 1970 es van anar publicant a Lluita diferents documents sobre l'estratègia dels diferents fronts de lluita. El front sindical participava en les Comissions Obreres i considerava necessari assolir immediatament llibertats com la llibertat sindical, el dret de vaga, la llibertat d'expressió o el dret de reunió. El front d'ensenyants participava en els Comitès d'Acció d'Ensenyants, juntament amb el Moviment Socialista de Catalunya, i defensava una escola única, democràtica i laica. El front d'estudiants defensava la creació d'una organització àmplia que denunciés el sistema llavors vigent d'ensenyament. El front de barris participava en associacions de veïns. També es va crear el front cultural, que no estava previst inicialment, i que tenia per objectius organitzar sindicalment els professionals i estudiants de la cultura i culturalitzar les masses. També es va idear l'impuls d'un front basat en l'acció directa per a divulgar el partit i, en un futur, convertir-se en un poder armat contra el règim, però no es va crear mai per falta de capacitat.
A una Assemblea de Representants de cap al final del 1970 es van aprovar algunes petites esmenes a la Declaració de Principis del partit. Una incloïa explícitament a la declaració que el PSAN era un partit marxista. Va ser el primer cop que el PSAN es va declarar explícitament així, però el marxisme ja havia inspirat la Declaració de Principis original i la praxi del partit. En canvi, no es va aprovar una altra esmena que definia el PSAN com a marxista-leninista.
El desembre del 1970 hi hagué el Procés de Burgos, un consell de guerra on es jutjava 16 membres d'Euskadi Ta Askatasuna. El fiscal demanava 6 penes de mort i 754 anys de presó per als acusats. L'antifranquisme es va mobilitzar considerablement i el PSAN va tenir-hi un paper destacat. El 24 d'octubre el PSAN va convocar una manifestació en solitari a Barcelona en solidaritat amb els acusats. Al desembre va participar en la Tancada d'intel·lectuals a Montserrat, que crearia l'Assemblea Permanent d'Intel·lectuals Catalans. El 28 de desembre els acusats van ser condemnats a 9 penes de mort i 519 anys de presó, però el 30 de desembre govern espanyol va commutar les penes de mort. El 16 de gener el PSAN va convocar una altra manifestació en solitari a Barcelona per celebrar que s'havien impedit les penes de mort i demanar la llibertat dels presos polítics. Hi van assistir unes dues-centes persones, es va penjar una bandera basca i una estelada vermella.
Alhora, es mostren partidaris de participar en l'Assemblea de Catalunya per tal de no quedar-se aïllats i perdre incidència. Joan Josep Armet i Coma en serà el portaveu i es proposen enfortir-ne el caràcter popular i participatiu, i aprofundir en el seu caràcter nacional. També fan una crida a les forces democràtiques del País Valencià i de les Illes Balears per tal que facin el mateix.
El 1972 el partit entrà en crisi perquè creix poc, sobretot el sector sindical, i alguns militants creuen que cal canviar moltes formes i hàbits del partit per a dinamitzar les seccions. Tot i això, entre 1972 i 1973 publiquen diverses revistes com Barris en Lluita, Vallès en Lluita, Estudiants en lluita, Obrers en Lluita, El Camp en lluita o El Pla en Lluita. El juny del 1972 es forma la secció juvenil, Joventuts Revolucionàries Catalanes (JRC), i durant l'11 de setembre convocaren actes a Granollers i manifestacions a l'Hospitalet de Llobregat i pintades. En foren detinguts els militants Agustí Viades i Joan Tarabal. Alhora, participen en la Concentració a Ripoll pel Primer Aniversari de l'Assemblea de Catalunya i donaren suport als militants del FAC jutjats, tot i que critiquen la manca de contingut polític de l'organització.
Després de la Segona Sessió Plenària de l'Assemblea de Catalunya del 1973, s'enfronten políticament tant al PSUC com a Bandera Roja, acusant-los d'espanyolistes. Les JRC proposen constituir-se com a Moviment d'Alliberament Popular Català amb diversos fronts, però la manca de consolidació en el món sindical i la defensa de la via insurreccional per part d'alguns provocà els primers enfrontaments.
L'agost del 1973 va establir contactes a Prada de Conflent i el març del 1974 organitzà una cèl·lula a Vedat de Torrent (País Valencià), on aconseguí captar militants de gran vàlua com Josep Guia, Gonçal Castelló o Manuel Tarín.

#### Escissió del PSAN-P
El març de 1973 va patir una escissió d'un grup més radical que donà lloc al PSAN-provisional el 1974, qui l'acusava d'ideologisme, seguidisme i acomodament petit burgès.

### Transició

#### Espais unitaris antifranquistes
Malgrat que el 1969 havien refusat entrar a la Comissió Coordinadora de Forces Polítiques de Catalunya, el 1975 el PSAN sí que va participar en la fundació del Consell de Forces Polítiques de Catalunya, que succeïa la CCFPC. Els portaveus del partit al Consell seran, successivament, Joan Armet, Claris Matheu, Jordi Moners i Xavier Bru de Sala.
L'abril de 1975 el PSAN va entrar al Consell Democràtic del País Valencià. El 24 de juny es van detenir els participants de la tercera reunió per a constituir el Consell, entre els quals hi havia ells militants del PSAN Josep Guia i Francesc Candela. Posteriorment, el Consell es va fusionar amb la Junta Democràtica d'Espanya per a formar la Taula de Forces Polítiques i Sindicals del País Valencià, on el PSAN també va participar.
El 1976 Antoni Serra i Joan Quetglas constituïren una cèl·lula del PSAN a les Illes Balears, que va participar en l'Assemblea Democràtica de Mallorca.

#### Escissió del Col·lectiu Comunista d'Alliberament
El desembre de 1975 es va celebrar un Comitè Central on es va renovar tot l'Executiu. Durant la primavera del 1976 prepara una nova Declaració Política de Principis sense fer declaracions públiques.
Durant aquesta primavera el PSAN va provar de fer un front d'esquerres amb el Moviment Comunista de Catalunya i el Partit Carlí de Catalunya a Catalunya i amb el Moviment Comunista del País Valencià i el Partit Carlista del País Valencià al País Valencià. El front no va reeixir i el representant del PSAN a Barcelona, Claris Matheu, va passar al MCC.
Dins del PSAN es van anar definint dos sectors. Un sector és liderat per Josep Guia. L'altre està format per tots els dirigents històrics i liderat per Joan Armet. Les diferències entre els dos sectors eren de caràcter ideològic, tàctic i sindical.
En l'àmbit ideològic, tots dos sectors eren marxistes i comunistes. Però el sector de Josep Guia era leninista, defensava la dictadura del proletariat i una organització ortodoxa del partit, amb una disciplina forta. En canvi, el sector de Joan Armet era més heterodox i considerava dogmàtica l'altra postura.
En l'àmbit tàctic, el sector de Joan Armet considerava que el Manifest per la Ruptura de l'Assemblea de Catalunya ja no s'adequava a la situació i que s'havia de participar en les institucions sorgides de la reforma política per a evitar caure en la marginalitat. En canvi, el sector de Josep Guia considerava que no s'havia de participar en res que provingués de la reforma.
En l'àmbit sindical, el sector de Josep Guia defensava que s'havia de crear un sindicat propi, nacional i de classe. En canvi, el sector de Joan Armet defensava que calia continuar participant en les Comissions Obreres.
El juliol de 1976 es va aprovar la nova Declaració Política de Principis on el PSAN passava a definir-se com a partit comunista i s'imposaven les tesis del sector de Josep Guia. L'altre sector, liderat per Joan Armet, no tenia ningú a l'Executiu i va ser expulsat del Comitè Central. El gener del 1977 van abandonar el partit per fundar el Col·lectiu Comunista d'Alliberament. Al cap de pocs mesos es va fusionar amb el Col·lectiu Combat per a formar el Moviment d'Unificació Marxista. Per la seva banda, el 1977 el PSAN va impulsar la creació del seu propi sindicat nacional i de classe, els Col·lectius de Treballadors.

#### Eleccions generals espanyoles de 1977
El 15 de desembre de 1976 es va aprovar la Llei per a la Reforma Política sense el suport dels partits antifranquistes. El govern d'Adolfo Suárez va convocar les eleccions generals espanyoles de 1977 que se celebrarien el 15 de juny, abans que hi hagués una constitució amb drets i llibertats democràtics. En aquestes eleccions no s'hi van poder presentar ni els partits a l'esquerra del PSUC, ni els republicans, ni els independentistes.
Alguns partits propers al PSAN que s'hi van poder presentar van ser el Partit Socialista del País Valencià i el Partit Socialista de les Illes. Altres partits encara il·legals van promoure altres candidatures. Una d'elles va ser la Candidatura d'Unitat Popular pel Socialisme, impulsada pel Moviment Comunista de Catalunya, independents de l'Assemblea de Catalunya i intel·lectuals vinculats al Moviment d'Unificació Marxista. Una altra va ser Esquerra de Catalunya, una coalició d'Esquerra Republicana de Catalunya i el Partit del Treball d'Espanya amb el suport d'Estat Català i l'Associació Catalana de la Dona. I una altra era el Frente para la Unidad de los Trabajadores, impulsat per la Lliga Comunista Revolucionària i altres partits comunistes.
El PSAN, que encara no havia aconseguit la legalització, no s'hi va poder presentar. Tampoc no va donar suport oficialment a cap altra candidatura ni va cridar a l'abstenció. En una carta interna als militants deia que, si es demana, els militants haurien de recomanar votar o la CUPS o Esquerra de Catalunya a Catalunya, al PSPV o al FUT al País Valencià i al PSI o al FUT a les Balears.
Lluís Maria Xirinacs es va presentar com a candidat independent al Senat d'Espanya. La campanya electoral va ser coordinada majoritàriament per grups cristians de base i pacifistes. El PSAN va donar suport a la candidatura i va participar activament de la campanya. Xirinacs va aconseguir ser el quart senador elegit per Barcelona.

#### Intents d'unió de l'Esquerra Independentista
Un cop produïda l'escissió del Col·lectiu Comunista d'Alliberament, convertit en el Moviment d'Unificació Marxista, al PSAN Oficial ja no hi ha gairebé cap dirigent que es va enfrontar amb el PSAN-Provisional el 1973. D'aquesta manera, entre el febrer i el juny del 1977 hi va haver reunions per unificar en un nou partit els dos PSAN. El PSAN Oficial va proposar que el nou partit es digués PSAN reunificat (PSAN (r)) i que tingués als òrgans directius quotes proporcionals entre els PSAN anteriors. El PSAN-P ho va rebutjar perquè les quotes proporcionals els convertien en clara minoria i perquè el PSAN Oficial no va acceptar el compromís d'impulsar conjuntament el Col·lectiu d'Obrers en Lluita, el sindicat del PSAN-P.
L'Onze de Setembre de 1977 al matí diverses organitzacions independentistes van convocar un acte polític al Fossar de les Moreres amb oradors com Fèlix Cucurull i Jordi Carbonell. Els convocants eren el Front Nacional de Catalunya, el PSAN, el PSAN-Provisional, el Moviment d'Unificació Marxista i altres grups més petits com el Bloc Obrer i Camperol, el Col·lectiu de Coordinació Socialista, ERC (històrica), Esquerra Catalana dels Treballadors, Esquerra Nacional, Estat Català, el Front d'Alliberament de Catalunya, Gent Nacionalista Independent, les JERC i el Partit Federalista Europeu dels Països Catalans. L'acte va reunir unes 30.000 persones, superant les expectatives dels organitzadors. A la tarda hi va haver la Manifestació per l'Estatut convocada pels partits majoritaris. Els partits independentistes, malgrat no compartir els motius de la convocatòria, també hi van participar.
Durant els següents mesos diverses organitzacions independentistes van fer uns quants comunicats conjunts. El 12 i 13 de novembre es va celebrar la primera Conferència d'Organitzacions de l'Esquerra Independentista dels Països Catalans a proposta del PSAN-Provisional. Hi van assistir uns 200 representants de Comunistes Catalans Independents, Esquerra Catalana dels Treballadors, Esquerra Nacional, Gent Nacionalista Independent, el Grup Socialista Independent, el Moviment d'Unificació Marxista, el PSAN, el PSAN-P i Socors Català. Aquestes organitzacions eren les organitzacions marxistes que participaven de ple dret a la Conferència. A la Conferència també hi van assistir altres organitzacions com a observadores pel fet de no ser marxistes o estar vinculades a altres partits. Les organitzacions observadores van ser el Col·lectiu Comunista Català, el col·lectiu EINA, el Col·lectiu per la Independència i el Socialisme, el Col·lectiu d'Obrers en Lluita, ERC (històrica), Estat Català (ortodox), el Front d'Alliberament de Catalunya, el Front Nacional de Catalunya, les JERC, les Joventuts Revolucionàries Catalanes, les JSAN i el Partit Federalista Europeu dels Països Catalans.
A la Conferència es va passar un qüestionari sobre diversos temes de debat a cada organització, es va redactar un comunicat final resumint les ponències sobre els temes de debat i es va crear una Comissió Permanent. Però la unitat no va anar més enllà. Només es va poder percebre la proximitat entre un grup al voltant del PSAN-P que defensava la necessitat d'una defensa política dels encausats pel cas Bultó, cosa que rebutjaven la resta d'organitzacions.
Després de la Conferència, el PSAN, el PSAN-P, Gent Nacionalista Independent, el Grup Socialista Independent i Esquerra Nacional van començar reunions per unificar-se en un sol partit, excloent-ne expressament el Moviment d'Unificació Marxista. El PSAN va abandonar les reunions aviat.

#### Constitució espanyola de 1978
Els diputats elegits a les eleccions generals espanyoles de 1977 van elaborar la Constitució espanyola de 1978. El PSAN no tenia cap diputat, però el senador Lluís Maria Xirinacs col·laborava tant amb el PSAN com amb el Bloc Català de Treballadors, un partit provinent del Moviment d'Unificació Marxista. Xirinacs va presentar dotzenes d'esmenes a la Constitució i les va perdre totes. Per a fer-ho, va haver de sortir del grup parlamentari de l'Entesa dels Catalans, per a no haver de seguir la disciplina de grup en la presentació d'esmenes. Finalment, Xirinacs va votar contra el text final de la Constitució.
El PSAN va donar suport a un manifest que demanava votar no al Referèndum per a la ratificació de la Constitució Espanyola de 1978. El manifest també va rebre el suport del Bloc Català de Treballadors, la Lliga Comunista Revolucionària, el Moviment Comunista de Catalunya, l'Organització Comunista d'Espanya (Bandera Roja), l'Organització d'Esquerra Comunista i el Partit del Treball de Catalunya. Tant a Espanya com als Països Catalans va guanyar àmpliament el suport a la Constitució espanyola.

#### Eleccions generals espanyoles de 1979
Després de l'aprovació de la Constitució espanyola de 1978, es van convocar les eleccions generals espanyoles de 1979. Es van celebrar el 1r de març i ja s'hi van poder presentar tots els partits.
El Bloc Català de Treballadors i un grup d'independents encapçalats per Lluís Maria Xirinacs van impulsar una candidatura per a les eleccions anomenada Bloc d'Esquerra d'Alliberament Nacional, on també es va afegir el PSAN. El BCT provenia de la fusió del Moviment d'Unificació Marxista amb escissions del Partit del Treball d'Espanya i del Partit Socialista de Catalunya-Congrés. Encara que el MUM provenia parcialment d'una escissió del PSAN, en el moment de la creació del BEAN la majoria d'exmilitants del PSAN ja havien abandonat el BCT. Al País Valencià la coalició també va rebre el suport del Partit Obrer d'Unificació Marxista de Castelló i el Col·lectiu Socialista del País Valencià, una escissió del Partit Socialista del País Valencià. A les Illes Balears es va intentar que el Partit Socialista de Mallorca i el Partit Socialista de Menorca es presentessin dins la coalició del BEAN, però finalment es van presentar separats en una candidatura anomenada Socialistes de Mallorca i Menorca.
Els primers llocs de la llista de Barcelona van ser ocupats per Xirinacs (independent), Fèlix Cucurull (independent), Jordi Moners (PSAN) i Joan Anton Sànchez (BCT). En total, el PSAN va tenir 13 candidats a la llista, hi va haver 12 independents i el BCT en va tenir 11. A les altres circumscripcions, el PSAN va tenir més caps de llista perquè era el partit amb més presència fora de Barcelona. Concretament, els caps de llista van ser Pere Crosses a Girona, Maria Mercè Marçal a Lleida, Xavier Romeu a Tarragona, Helena Nomdedéu a Castelló, Josep Guia a València i l'independent Toni Miró a Alacant.
El BEAN va aconseguir més de 40.000 vots a les eleccions, però no va obtenir cap diputat. El PSAN va ser crític amb la coalició. De bon principi ja hi va haver tensions internes pels primers llocs de la llista i pel possible ús abusiu de la imatge de Xirinacs. Després de les eleccions, el PSAN va valorar positivament els vots obtinguts, però dubtava si hagués aconseguit els mateixos presentant-se en solitari. Per altra banda, la resta de la coalició va criticar al PSAN que presentés les seves sigles als mítings i que digués que la coalició no continuaria activa a les pròximes eleccions municipals.

#### Eleccions municipals espanyoles de 1979
El 3 d'abril de 1979 es van celebrar eleccions municipals. La coalició del Bloc d'Esquerra d'Alliberament Nacional ja s'havia trencat i el PSAN en va registrar les sigles per a les eleccions municipals. El PSAN es va presentar amb el seu nom a Catalunya i com a Bloc d'Esquerra d'Alliberament Nacional-País Valencià al País Valencià. Més enllà de les candidatures en solitari, també va participar en diverses candidatures independents i coalicions. En total, el PSAN va aconseguir 32 regidors, 18 de Catalunya i 14 del País Valencià. Els resultats van ser inferiors als esperats. Els resultats en solitari a Catalunya van ser els següents:
| Municipi              | Vots  | %     | Regidors |
| --------------------- | ----- | ----- | -------- |
| Barcelona             | 3.773 | 0,48  | 0 / 43   |
| Malgrat de Mar        | 962   | 17,21 | 3 / 17   |
| Manresa               | 1.974 | 6,27  | 1 / 25   |
| El Prat de Llobregat  | 735   | 3,21  | 0 / 25   |
| Sant Boi de Llobregat | 1.434 | 5,06  | 1 / 25   |

I al País Valencià van ser els següents:
| Municipi | Vots  | %    | Regidors |
| -------- | ----- | ---- | -------- |
| Algemesí | 343   | 2,91 | 0 / 21   |
| Oliva    | 505   | 4,82 | 0 / 17   |
| València | 1.181 | 0,35 | 0 / 33   |

El 8 de juliol es va celebrar la primera trobada de la Coordinadora de Batlles i Regidors Nacionalistes, Independents i d'Esquerres, impulsada pel regidor del PSAN a Manresa, Ignasi Perramon. A la coordinadora hi van participar una setantena de regidors del PSAN, del Front Nacional de Catalunya i independents, entre els quals hi havia els Independents Progressistes i Nacionalistes, de Ponent. Als següents anys la coordinadora passarà a ser propera a Nacionalistes d'Esquerra.

#### Estatuts d'autonomia
El PSAN feia temps que demanava un estatut d'autonomia per Catalunya, el País Valencià i les Illes Balears. Per a Catalunya demanava la recuperació de l'Estatut de 1931. Al País Valencià va participar en la redacció de l'Estatut d'Elx, elaborat l'octubre de 1975, que només va rebre el suport del PSAN. També va donar suport a l'Estatut del Consell de 1976, redactat pel Consell Democràtic del País Valencià, però finalment també només va rebre el suport del PSAN. A les Illes Balears també va participar en la redacció de l'Estatut de Cura.
A Catalunya, l'Assemblea de Parlamentaris, formada pels diputats i senadors catalans elegits a les eleccions generals espanyoles de 1977, van crear una comissió per redactar el que serà l'Estatut de Sau. El PSAN es va mostrar crític amb aquest estatut per mancances com la conservació de les províncies, les poques atribucions financeres i la falta de competències en justícia i ordre públic. Lluís Maria Xirinacs es va abstenir a la votació de l'Assemblea de Parlamentaris sobre l'Estatut.
Un cop redactat l'Estatut, s'havia d'aprovar a les Corts Generals, on va ser retallat. Això farà que el PSAN i altres grups independentistes com la Coordinadora d'Esquerra d'Alliberament Nacional, impulsada pel mateix PSAN, facin campanyes durant l'estiu de 1979 contra l'Estatut retallat, sense reivindicar l'Estatut original de Sau. Tres dies abans de l'Onze de Setembre es va celebrar un acte unitari independentista al Fossar de les Moreres on es va criticar l'Estatut. A la tarda de l'Onze de Setembre a la manifestació fins al monument a Rafael Casanova els autonomistes i independentistes ja van anar separats.
El 25 d'octubre es va celebrar el referèndum estatutari. La part del Comitè Executiu del PSAN que posteriorment donarà suport a Nacionalistes d'Esquerra defensava que s'havia de votar sí a l'aprovació de l'Estatut de manera crítica, però el Comitè Central va decidir promoure l'abstenció. Al referèndum va guanyar àmpliament el sí a l'aprovació de l'Estatut.

#### Escissió dels partidaris de Nacionalistes d'Esquerra
Després dels mals resultats en les diferents eleccions, el PSAN perd militants i nuclis territorials i té deutes econòmics. Dins del PSAN tornen a definir-se dos sectors. Un defensa continuar oposant-se a la Reforma Política i defensar la ruptura, i és liderat per Josep Guia. L'altre sector defensa aprofitar les possibilitats de nova situació i és liderat per Josep Huguet i Francesc Codina a Catalunya i per Josep Lluís Blasco al País Valencià.
Josep Huguet era responsable de relacions internacionals i va fer un informe que es va aprovar al Comitè Central amb moltes abstencions que criticava que el PSAN volgués imitar acríticament el País Basc i donés suport a la lluita armada en mítings públics.
Durant els anys 1977 i 1978 diversos intel·lectuals van proposar unificar l'Esquerra Independentista. El setembre de 1979 van publicar una proposta anomenada «Candidatura contra el desencant». Entre aquests intel·lectuals, Jordi Carbonell acabarà impulsant la creació de Nacionalistes d'Esquerra. L'objectiu principal és obtenir representació a les primeres eleccions al Parlament de Catalunya després de l'aprovació de l'Estatut d'Autonomia de Catalunya de 1979, per evitar que l'Esquerra Independentista caigui en la marginalitat.
Durant l'estiu de 1979 Jordi Carbonell havia parlat amb exmilitants del PSAN que s'havien escindit del partit el 1977 i que havien abandonat esglaonadament el Bloc Català de Treballadors i el Bloc d'Esquerra d'Alliberament Nacional. Bona part dels fundadors del PSAN van afegir-se així a Nacionalistes d'Esquerra. També va parlar amb els dirigents del PSAN que podien ser més partidaris a Nacionalistes d'Esquerra.
El 16 de desembre Nacionalistes d'Esquerra va celebrar la seva Assemblea Constituent, on van assistir un miler de persones, comptant adherits i observadors. Segons Nacionalistes d'Esquerra, en poques setmanes va rebre més de 2.300 adhesions i es van crear 40 nuclis territorials. El 31 de desembre s'elegeix el Consell Polític i el Secretariat de Nacionalistes d'Esquerra en una assemblea a Barcelona on assisteixen 300 delegats.
Inicialment el PSAN va participar en Nacionalistes d'Esquerra. Els representants del PSAN dins la formació valoraven positivament la participació que hi estaven fent. Malgrat això el sector de Josep Guia no volia participar-hi si no es complien un seguit de condicions. Així doncs, es va portar a votació si mantenir el suport a Nacionalistes d'Esquerra. El Comitè Central hi va votar a favor i el Comitè Executiu en contra.
Després d'algunes expulsions, es va acordar redactar un nou Manifest Programa per aclarir l'estratègia del partit i així solucionar la crisi interna. El sector de Josep Huguet va presentar un document anomenat «Per una política comunista de combat» i el sector de Josep Guia un anomenat «La lluita obrera comunista i independentista als Països Catalans».
A l'Assemblea de Representants que havia de votar el Manifest Programa només hi tindrien dret a vot els militants que estiguessin al dia de pagar les quotes. Com que la Secretaria de Finances estava sota el control de Josep Guia, les seccions territorials del PSAN que eren favorables a Nacionalistes d'Esquerra es van negar a pagar, per evitar perdre'ls després de la previsible escissió.
Els dies 12 i 13 de gener de 1980 es van celebrar a Vinaròs dues Assemblees de Representants simultànies, una de cada sector. Cada sector va aprovar el seu Manifest Programa amb una majoria àmplia. Per poca diferència, la majoria de militants van anar amb el sector de Josep Guia, però gairebé tots els intel·lectuals i regidors van anar amb el sector de Josep Huguet.
El 20 de març es van celebrar les eleccions al Parlament de Catalunya, on el PSAN de Josep Guia va demanar l'abstenció i el PSAN de Josep Huguet va demanar el vot a Nacionalistes d'Esquerra, que no va obtenir representació.
Durant més d'un any, tots dos sectors van mantenir les sigles del PSAN, fins que el sector de Josep Huguet a Catalunya es va dissoldre dins de Nacionalistes d'Esquerra i al País Valencià el 1982 va fundar Agrupament d'Esquerra del País Valencià.

### Integrant de l'MDT i Catalunya Lliure
El 1983 el PSAN es va convertir en l'eix del Moviment de Defensa de la Terra (MDT), creat el 1984 per mitjà de la unió amb Independentistes dels Països Catalans (IPC), nom adoptat pel PSAN-Provisional.
L'agost de 1987 la Coordinadora Nacional del MDT i la del PSAN, reunides a Vinaròs, aprovaren la teoria del Front Patriòtic. El desembre de 1987 les Joventuts del PSAN i els Joves del Front Patriòtic Català (vinculades llavors del PSAN) s'uneixen i formen els Maulets el maig de 1988.

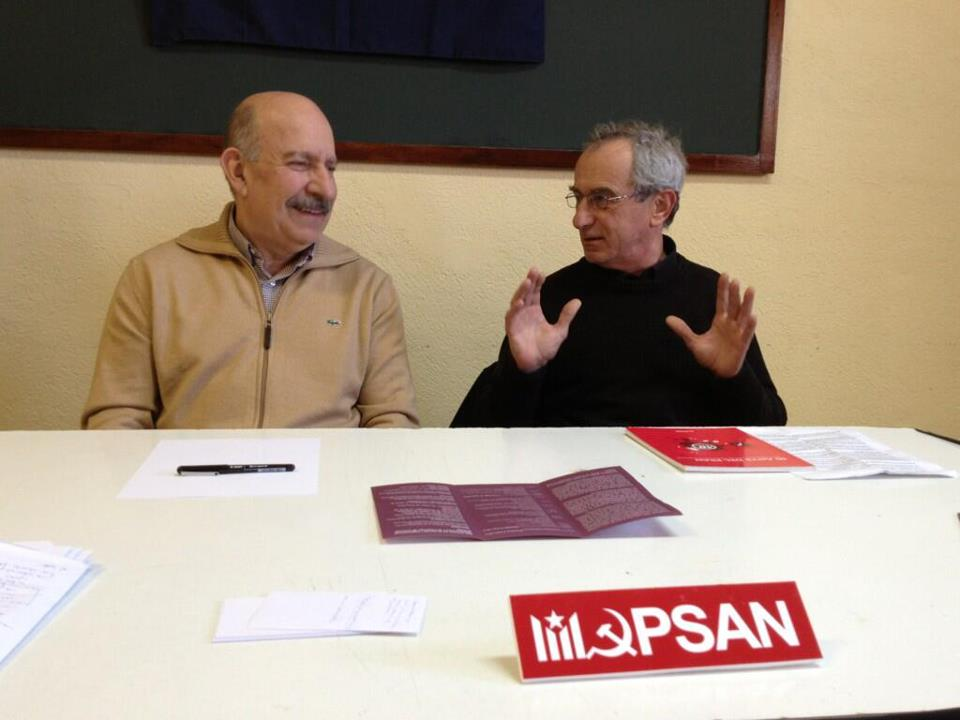
Josep Guia (esquerra) amb Jordi Fornas (SI) al març del 2013, durant una conferència dins les jornades polítiques del PSAN.

L'abril de 1989 Terra Lliure propugna una candidatura única a les eleccions europees. Aquesta candidatura, anomenada Catalunya Lliure, rep el suport del PSAN i MDT i dels Maulets. El Moviment de Defensa de la Terra es dissol en favor de Catalunya Lliure (agost de 1989). El PSAN va participar en l'organització fins al 1996, quan va retirar els seus representants de la Coordinadora Nacional de Catalunya Lliure.

### Declivi
Des del 1996, el PSAN impulsa la pròpia organització, mitjançant treball de formació amb diverses jornades formatives anuals a Calella (el Maresme), aplecs a l'Horta, el Baix Camp i el Vinalopó Mitjà i el manteniment continuat de la revista Lluita.

#### Integrant de SI
L'octubre de 2010, el PSAN va acordar donar suport a la candidatura Solidaritat Catalana per la Independència amb l'objectiu de potenciar una candidatura obertament independentista a les eleccions al Parlament de Catalunya. Segons l'acord, representants del PSAN tancaren les llistes de les circumscripcions de Barcelona, Tarragona, Lleida i Girona alhora que s'estudià la possibilitat de repetir la coalició a les eleccions a les Corts Valencianes.

#### Aturada de les activitats públiques
L'octubre de 2015 el PSAN emeté un comunicat anunciant la suspensió de les seves activitats públiques a causa de la manca de mitjans econòmics, així com l'edició d'un darrer número de la revista Lluita. En el mateix comunicat però assegurava llur continuïtat tant en l'estructura interna com en la finalitat del partit.
El 2020 es va donar de baixa al registre i el 2022 el seu fons documental passava a ser custodiat a la Biblioteca Valenciana Nicolau Primitiu

#### Impuls d'Independentistes d'Esquerres
El 2020 diversos militants i exmilitants de l'organització impulsen el col·lectiu Independentistes d'Esquerres que mira de pressionar per una estratègia unitària de l'independentisme.

## Resultats electorals

### Eleccions al Parlament Europeu
| Any  | Candidatura      | Vots   | %    | Diputats |
| ---- | ---------------- | ------ | ---- | -------- |
| 1989 | Catalunya Lliure | 19.774 | 0,12 | 0 / 60   |

### Eleccions generals espanyoles
| Any  | Lloc          | Candidatura                             | Congrés dels Diputats | Congrés dels Diputats | Congrés dels Diputats | Senat    |
| Any  | Lloc          | Candidatura                             | Vots                  | %                     | Diputats              | Senadors |
| ---- | ------------- | --------------------------------------- | --------------------- | --------------------- | --------------------- | -------- |
| 1977 | Barcelona     | Agrupació d'electors                    |                       |                       |                       | 1 / 4    |
| 1979 | Catalunya     | Bloc d'Esquerra d'Alliberament Nacional | 46.962                | 1,59                  | 0 / 47                | 0 / 16   |
| 1979 | País Valencià | Bloc d'Esquerra d'Alliberament Nacional | 9.620                 | 0,51                  | 0 / 29                |          |

### Eleccions al Parlament de Catalunya
| Any  | Candidatura                               | Vots    | %    | Diputats |
| ---- | ----------------------------------------- | ------- | ---- | -------- |
| 1992 | Catalunya Lliure                          | 5.241   | 0,20 | 0 / 135  |
| 2010 | Solidaritat Catalana per la Independència | 102.921 | 3,29 | 4 / 135  |
| 2012 | Solidaritat Catalana per la Independència | 46.838  | 1,29 | 0 / 135  |

### Eleccions municipals
| Any  | Lloc          | Candidatura | Vots  | %    | Regidors  |
| ---- | ------------- | ----------- | ----- | ---- | --------- |
| 1979 | Catalunya     | PSAN        | 8.878 | 0,33 | 5 / 8.223 |
| 1979 | País Valencià | BEAN-PV     | 2.029 | 0,12 | 0 / 5.343 |
| 1987 | País Valencià | PSAN        | 228   | 0,01 | 0 / 5.308 |
| 1991 | Catalunya     | CL          | 1.546 | 0,06 | 8 / 8.328 |
| 1995 | Catalunya     | CL          | 549   | 0,02 | 1 / 8.426 |